# Friedrich Schottky
Friedrich Hermann Schottky (Breslavia, 24 luglio 1851 – Berlino, 12 agosto 1935) è stato un matematico tedesco.

## Biografia
Figlio di Hermann Friedrich Schottky, un insegnante di inglese, dal 1865 frequentò il liceo Maria-Magdalenen-Gymnasium di Breslavia. Dal 1870 al 1874 studiò matematica all'Università di Breslavia, poi ottenne un dottorato di ricerca all'Università Humboldt di Berlino, dove studiò con Karl Weierstraß e Hermann von Helmholtz. 
La sua tesi "Über die conforme Abbildung mehrfach zusammenhängender ebener Flächen" (Sulla rappresentazione conforme di superfici piane multi-connesse) è ritenuta una dissertazione storica. 
Nel 1878 ottenne l'abilitazione per l'insegnamento della filosofia all'università di Breslavia, e vi insegnò tale materia fino al 1882, quando fu nominato professore di matematica al Politecnico federale di Zurigo. Qui rimase dieci anni. Nel 1892 fu nominato professore presso la Università Philipps di Marburgo, dove rimase fino al pensionamento nel 1922. 
Morì a Berlino all'età di 84 anni. Aveva una figlia e quattro figli, tra cui il fisico Walter Schottky.

## Contributi
I suoi settori di lavoro principali sono state le funzioni ellittiche, le funzioni abeliane e le funzioni theta. Pubblicò 55 articoli e il libro „Abriß einer Theorie der Abel'schen Functionen von drei Variablen“ (Intorno alla teoria delle funzioni abeliane in tre variabili). 
Diede importanti contributi anche alla teoria delle trasformazioni conformi. La sua generalizzazione dei teoremi di Émile Picard e Edmund Landau è nota nella matematica come "insieme di Schottky". 
Propose un'ipotesi, nota come "problema di Schottky", sulla caratterizzazione delle varietà jacobiane tra le varietà abeliane. Il problema fu risolto da Takahiro Shiota nel 1986, ma la questione è ancora oggetto di discussioni.